# Liturgie chrétienne
Cet article court présente un sujet plus développé dans : Liturgie catholique, Liturgie protestante et Liturgie orthodoxe.

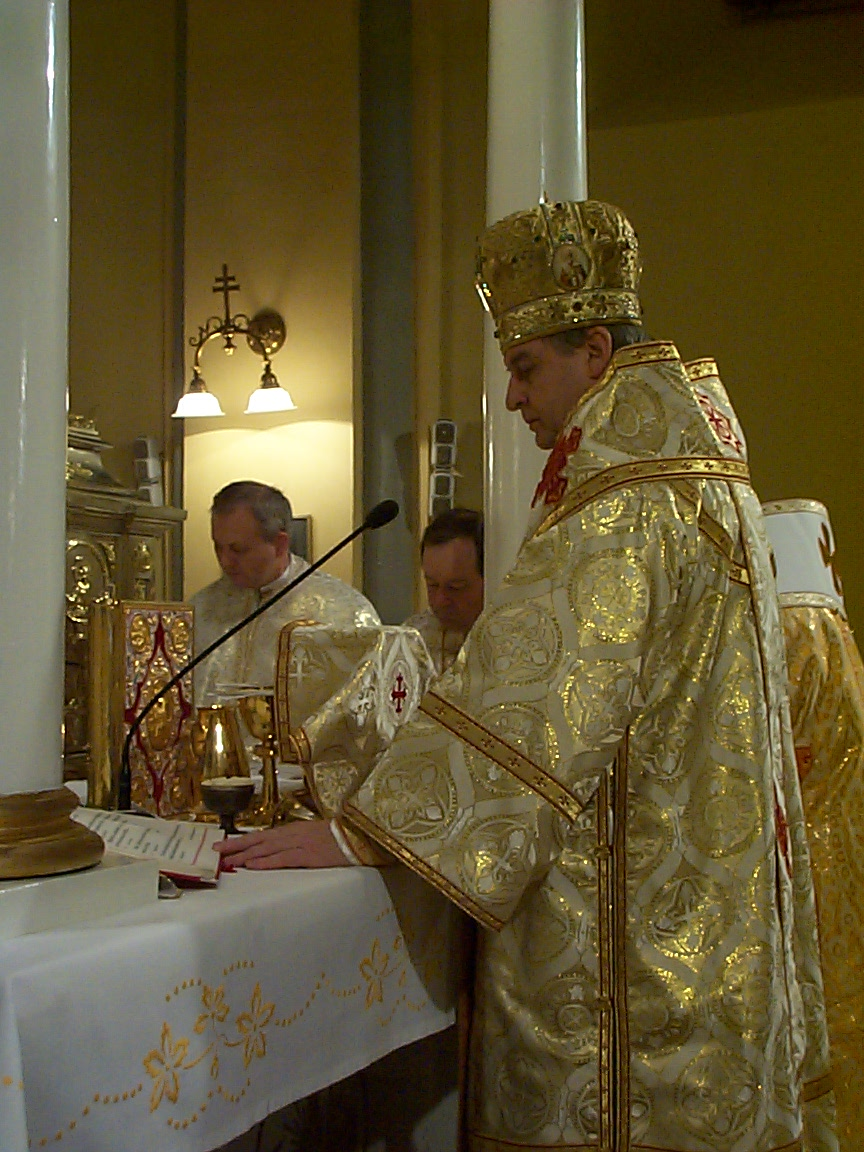
L’évêque Ján Babjak célébrant la Divine Liturgie dans la cathédrale Saint-Jean-Baptiste à Prešov.

La liturgie chrétienne est l’ensemble des rites des religions qui croient en Jésus-Christ comme un Messie, les religions chrétiennes. Elle diffère selon les branches du christianisme, mais se retrouve dans les pratiques dites œcuméniques.